# エアーズ (音楽出版会社)
株式会社エアーズ（Ayers）は、かつて存在した大手芸能プロダクション・アミューズ全額出資の連結子会社。音楽出版・管理事業を主な業務としていた。
当初はバンダイとの合弁による、アニメ・ゲーム専門のレコード会社として設立。のちに同系列で同社レーベルの販売を委託していたバンダイ・ミュージックエンタテインメント（旧アポロン）の自主廃業・会社清算に伴い、音楽レーベルを日本クラウンに一旦売却（※レーベルの詳細については後述参照）。
なお、このレコード部門事業譲渡・撤退以降はアミューズが全株式を取得し、同社専属の音楽出版専業会社となった。2015年5月、清算結了。

## レコードレーベルとしてのエアーズ
アミューズとバンダイの合弁で設立されたアニメ・ゲーム専門のレコード会社として設立された同社は、販売委託元となっていたバンダイ・ミュージック社が解散する2000年頃まで同名のレコードレーベルを運営していた。なお、同年以降は事業譲受先となった日本クラウン内にエアーズ制作部門を新設したが、のちに日本クラウンが親会社・経営陣交代（三菱電機ほか三菱グループ→第一興商）に伴い、経営方針の見直しからレーベルは廃止されることになった。現在、ガンダムXをはじめガンダムシリーズなど、発売・管理・保有されていた音源の大半は同社出身である井上俊次らにより設立したランティスに移管されるが、平成ウルトラシリーズ4作品についてはコロムビアおよび音楽制作を担当した円谷ミュージック（版権元である円谷プロの音楽出版子会社）が継承している。また、その他の一部作品の音源についてもコロムビアが継承している。
主にバンダイやバンプレスト、バンダイビジュアルが関与していたアニメ・特撮作品が中心で、これらの件や人事面において、実質的には経営権はアミューズ側ではなくバンダイグループ側にあったとされる。

### 主な関連作品
ここでは、主な映像作品について挙げる。

#### バンダイ・アミューズ合弁時代
- 超者ライディーン
- ウルトラマンティガ（エンディング主題歌のみ。オープニング主題歌はavex traxが、劇伴は日本コロムビアが音楽制作）
- ウルトラマンダイナ（エンディング主題歌のみ。その他は東芝EMIが音楽制作）
- ウルトラマンガイア（エンディング主題歌のみ。その他は東芝EMIが音楽制作）
- ウルトラマンパワード（アメリカ版シリーズ。日本語版は東北新社配給・制作）
- ウルトラマンネオス（イメージソング。後に制作されたOVシリーズは映像ソフトリリース元であるバップが音源制作）
- 機動新世紀ガンダムX - エンディング主題歌制作が同社（オープニング主題歌と劇伴制作についてはキングレコード/スターチャイルドの担当）。
- サイレントメビウス (テレビアニメ)
- 宇宙海賊ミトの大冒険
- 思春期美少女合体ロボ ジーマイン
- 魔装機神サイバスター

ほか多数

#### 日本クラウン時代
- 新世紀GPXサイバーフォーミュラOVAシリーズ

### その他
ここでは、映像作品以外の音楽制作関与作品について挙げる（※ゲーム音楽なども手掛けていた）。
- スーパーロボット大戦シリーズ - 一部のみ担当（以前はキティ・エンタープライズアニメ音楽部門（Kittyレーベル）が音楽制作を担当、のちに関係者の一部がエアーズに移籍）。

### 主な所属アーティスト
- 石原慎一 - 現在は日本コロムビアを中心にアーティスト活動を行う。
- B.B.WAVES
- re-kiss - 元メンバーでボーカルを担当した奥土居美可がソロ活動を行う。
- ウォーレン・ウィービー
- 中瀬聡美
- 岩永雅子 - 英名表記（MASAKO IWANAGA）も使用。ランティス設立後も数曲リリース。
- レイジー - 1981年解散後、エアーズのディレクターとなっていたメンバーの井上俊次の誘いから17年ぶりに再結成し同社所属となる。解散前はRVC→BMGビクター所属であった。レーベル廃止後はランティスに移籍。
- 影山ヒロノブ
- 遠藤正明 - 井上の勧誘から同社からアニソン歌手としてデビュー、影山のライブでもコーラスに参加。影山、遠藤の2人はそれぞれコロムビアからも楽曲をリリースしていたが、ソロ活動でもエアーズからのリリースの機会があり、この流れから、後に設立されるランティスでは専属契約となる。
- Project DMM - エアーズのレコードレーベル事業撤退に伴いコロムビアANIMEXレーベルに移籍。『ウルトラマンネオス』OVシリーズの主題歌のみバップから発売。
  - 前田達也 - 上記音楽ユニットの元メンバーで、結成以前からソロ活動も行っている。現在は音楽アーティストへの楽曲提供等、裏方としての活動が中心。本来、コロムビア系在籍だったが同社からもリリース。

ほか数名